# Wilton, Redcar and Cleveland
Wilton är en ort och en unparished area i distriktet Redcar and Cleveland i grevskapet North Yorkshire i England. Orten är belägen 6 km från Redcar. Wilton var en civil parish fram till 1974 när blev den en del av Guisborough. Civil parish hade 958 invånare år 1951. Orten nämndes i Domedagsboken (Domesday Book) år 1086, och kallades då Widtune/Wiltune.